# Guglielmo Borghetti
Guglielmo Borghetti (* 25. března 1954 Carrara) je italský římskokatolický duchovní a biskup Albengy-Imperie.

## Život
Narodil se 25. března 1954 v Carraře.
Studoval filosofii na Univerzitě v Pise. Po rozhodnutí vydání se kněžskou dráhu vstoupil do kněžského semináře. Teologické vzdělávání získal na Papežské lateránské univerzitě. Dne 17. října 1982 byl biskupem Aldem Forzonim vysvěcen na kněze a inkardinován do diecéze Massa Carrara-Pontremoli. Započal studia psychologie na Padovské univerzitě, které dokončil na Papežské salesiánské univerzitě.
V průběhu let zastával různé pastorační činnosti: vicerektor a později rektor kněžského semináře, farář a arcikněz katedrální kapituly v Masse, spirituál semináře a vedoucí diecézního úřadu pro povolání, biskupský vikář pro pastoraci a farář farnosti Santa Maria della Rosa v Montignoso. Věnoval se také akademické činnosti jako antropologie a psychologie. Dne 11. března 2006 mu byl udělen titul Kaplan Jeho Svatosti a byl přijat doRytířského řádu Božího hrobu jeruzalémského.
Dne 25. června 2010 jej papež Benedikt XVI. jmenoval biskupem diecéze Pitigliano-Sovana-Orbetello. Biskupské svěcení přijal 15. září z rukou biskupa Maria Meiniho a spolusvětiteli byli biskup Giovanni Santucci a biskup Eugenio Binini. Od 19. listopadu 2012 do 10. srpna 2013 zastával úřad apoštolského administrátora diecéze Grosseto.
Dne 10. ledna 2015 byl papežem Františkem ustanoven biskupem koadjutorem diecéze Albenga-Imperia a 1. září 2016 byl po rezignaci biskupa Maria Oliveriho jmenován jeho nástupcem.